# ميروسولاف سلابوشتيسكي

## سيرة شخصية
ولد الكاتب والناقد الأدبي الأوكراني ميخايلو في عام 1982 و عاش في لفيف.
تخرج سلابوشبيتسكي من الجامعة الوطنية للمسرح والسينما والتلفزيون في كييف مع التركيز على الإخراج السينمائي والتلفزيوني عمل كمراسل وكتب سيناريوهات للسينما والتلفزيون في أوائل التسعينيات كان يعمل في استوديوهات دوفجينكو السينمائية.